# Barylypa jakovlevi
Barylypa jakovlevi är en stekelart som beskrevs av Meyer 1935. Barylypa jakovlevi ingår i släktet Barylypa och familjen brokparasitsteklar. Inga underarter finns listade.